# Poclușa de Barcău
Poclușa de Barcău (węg. Poklostelek) – wieś w Rumunii, w okręgu Bihor, w gminie Chișlaz. W 2011 roku liczyła 373 mieszkańców.